# 지펑페이
지펑페이(중국어 간체자: 姬鹏飞, 정체자: 姬鵬飛, 희붕비, 1910년 2월 2일 ~ 2000년 2월 10일)는 중화인민공화국의 정치인 겸 외교관이었다.

## 인물
산시성 윈청시 린이현에서 태어난 지펑페이는 1931년 중국 인민해방군에 입대하고, 1933년 중국공산당에 입당하였다.
중화인민공화국의 설립 후, 지펑페이는 중화인민공화국 외교부와 함께 일하였고, 43세의 나이로 최연소 중화인민공화국의 대사로 지낸 1953년 동독 주재 초대 대사로 임명되기 전에 동독으로 외교 임무를 지도하였다. 그는 1955년 외교부의 부부장으로 지내는 데 소환되었다.
문화대혁명이 터질 때 그는 천이와 차오관화와 더불어 시초적으로 외교부를 지배하는 반혁명파의 일원으로서 목표가 되었다. 그럼에 불구하고 그는 자신이 자신의 직무에 남아있으면서 상대적으로 손이 대어지지 않았다. 1972년 천이의 사망 후에 지펑페이는 1974년까지 외교부장으로서 그를 계승하였고, 중국공산당 중앙위원회로 선출되었다. 그는 1975년 전국인민대표대회 상무위원회의 총서기로 임명되어 1978년에 확인되었다. 1972년 일본의 다나카 가쿠에이 총리, 오히라 마사요시 외무상과 함께 중일공동성명에 서명하였다.
문화대혁명 이후의 시기에 지펑페이는 몇몇의 직위들을 보유하였다. 1979년 그는 중국공산당 중앙위원회 대외연락부의 수석, 1980년부터 1982년까지 중화인민공화국 국무원의 부총리 겸 총서기, 그리고 결국 국무원홍콩마카오사무판공실의 수석으로 임명되었다. 그는 또한 연장자 공무원들의 퇴직을 돕는 것에 목표를 둔 당의 법인 중국공산당 중앙고문위원회의 상임위원회의 일원을 지내기도 하였다.
1999년 중국 인민해방군 정보부의 연장자 일원인 그의 아들 지성더가 기밀 취급의 정보를 팔고 공적 자금을 전용한 부패로 체포되어 재판을 받았으며 사형 선고를 받았다. 선고는 그가 훔친 돈을 돌려주고 다른 학대를 비난하였을 때 징역 20년으로 감형되었다.
지펑페이는 두드러진 공산주의 투사로서 신화통신사에 의하여 칭송을 받았고, 2010년 그의 100세 생일을 축하벌이는 데 인민대회당에서 열린 식전에서 다시 거대하게 찬사를 받았다.